# Cumbre Vieja
|  | Per a altres significats, vegeu «parc natural de Cumbre Vieja». |

Cumbre Vieja és una serralada i complex volcànic situat a l'illa de La Palma, a les Canàries. Té una altitud de 1.945 m. i s'estén en direcció nord-sud.

## Història volcànica

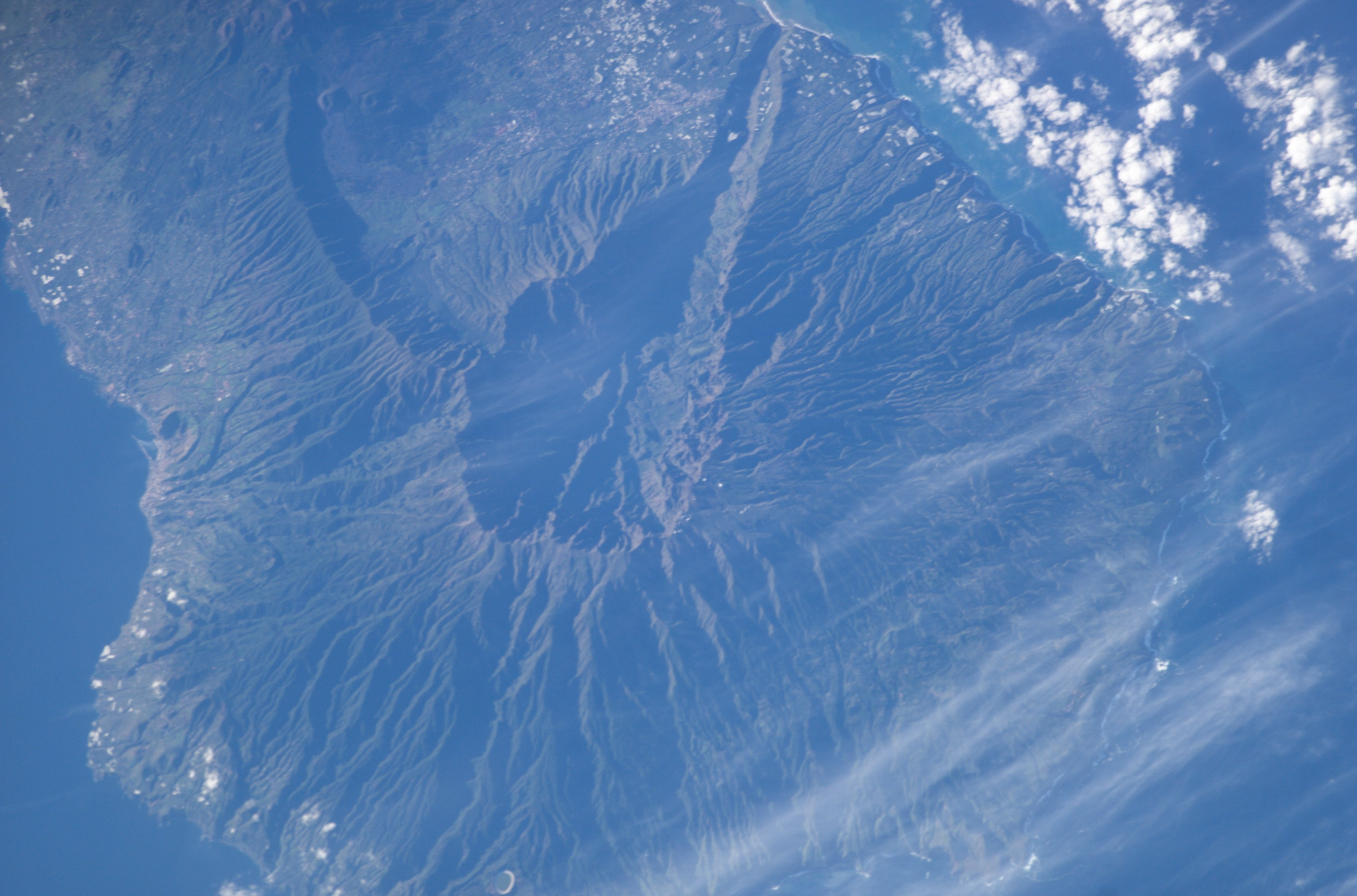
Caldera de Taburiente a La Palma

La Palma és una illa volcànica i la segona amb més activitat de l'arxipèlag canari. Les erupcions històriques de Cumbre Vieja s'han esdevingut els anys 1470, 1585, 1646, 1677, 1712, 1949, 1971 i 2021. Des de fa un mínim de 123.000 anys l'activitat eruptiva de l'illa s'ha produït exclusivament en aquesta serralada.

### Erupció de 1949
L'erupció s'inicià el 24 de juny de 1949 al volcà de San Juan. Durant aquesta erupció es van obrir tres respiradors i la lava va fluir des dels respiradors: Duraznero, Llano del Banco i Hoyo Negro. Hi va haver dos terratrèmols durant l'erupció amb l'epicentre prop de Jedey. Seguint l'erupció hi va haver una fractura d'uns dos km i mig de llargada.
Es considera que aquest procés va ser provocat per la pressió de l'aigua escalfada pel magma quan s'elevava.

### Erupció de 1971
L'any 1971 hi va haver una erupció a la part final sud de Cumbre Vieja al respirador de Teneguía. Va ser principalment una erupció estromboliana sense activitat sísmica.

### Erupció de 2021
El 19 de setembre de 2021 va entrar en erupció un nou volcà al voltant de les 15 hores (hora local), precedit d'un petit terratrèmol i una gran explosió a la qual li va seguir una enorme columna de fum i l'expulsió de piroclasts. Vuit dies abans havia començat un eixam sísmic amb més de 25.000 terratrèmols a diferents profunditats.

## Amenaces futures

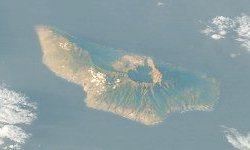
Foto de satèl·lit de La Palma, Cumbre Vieja és al sud de la caldera de Taburiente.

L'octubre de 2000, la BBC va emetre el programa “Mega-tsunami; Wave of Destruction”, en el qual es suggeria que una futura fallada del flanc occidental de la Cumbre Vieja podria causar un "megatsunami".